# Глигор Поповски
Глигор Поповски (на македонска литературна норма: Глигор Поповски) е виден детски писател, поет, романист, разказвач и преводач от Република Македония.

## Биография
Роден е на 1 април 1928 година в малешевското село Будинарци, тогава в Югославия. Учи в родното си село, а след това в Берово и в Струмица. Завършва педагогическо училище в Скопие. В 1949 година започва да работи в „Пионерски вестник“ първо като илюстратор, а после като дописник. До пенсионирането си в 1988 година работи в „Детска радост“ при НИП „Нова Македония“ като редактор на няколко детски списания – „Титов пионер“, „Развигор“, „Другарче“ и „Росица“. След това няколко години е главен уредник на издателската дейност.
Първата си книга „Приказка за Вилен“ Поповски издава в 1953 година. След това пише над 30 книги за деца, няколко книжки с картинки, два телевизионни сериала за деца, няколко телевизионни игри за деца и много радио-драми за деца. Също така превежда детски книги от руски и сръбски език. Неговите произведения са превеждани на албански, турски, сръбски, хърватски и словенски. Член е на Дружеството на писателите на Македония от 1954 година.
Умира на 14 май 2007 година в Скопие, Република Македония.